# 1689 en philosophie
Chronologie de la philosophie
- 1685
- 1686
- 1687
- 1688
- 1689
- 1690
- 1691
- 1692
- 1693

L’année 1689 a été marquée, en philosophie, par les événements suivants :

## Publications
- Géraud de Cordemoy : Dissertations physiques sur le discernement du corps et de l'âme, sur la parole, et sur le système de M. Descartes (1689-90)

- Jean Domat :  Les Lois civiles dans leur ordre naturel (1689) (ce lien ne donne que la page du frontispice).

- Pierre-Daniel Huet : Censura philosophiae cartesianae, Paris, D. Horthemels, 1689 lire en ligne sur Gallica

- Gottfried Wilhelm Leibniz : 
  - Primæ veritates;
  - Dynamica de potentia et legibus naturæ corporeæ.

- John Locke : 
  - Lettre sur la tolérance;
  - Essai sur l’entendement humain.

- John Norris (philosophe) publie : La Raison et la Religion